# Antrag Struve
Mit Antrag Struve (oder Struve'scher Antrag) wird ein umfassender und radikaler Antrag des Juristen, Radikaldemokraten und späteren Revolutionärs Gustav Struve (1805–1870) am 31. März 1848 im deutschen Vorparlament in der Frankfurter Paulskirche bezeichnet. Er nahm die Verfassungsordnung späterer, freiheitlicher deutscher Verfassungen vorweg. Die Mehrheit der Abgeordneten im Vorparlament lehnten ihn ab.

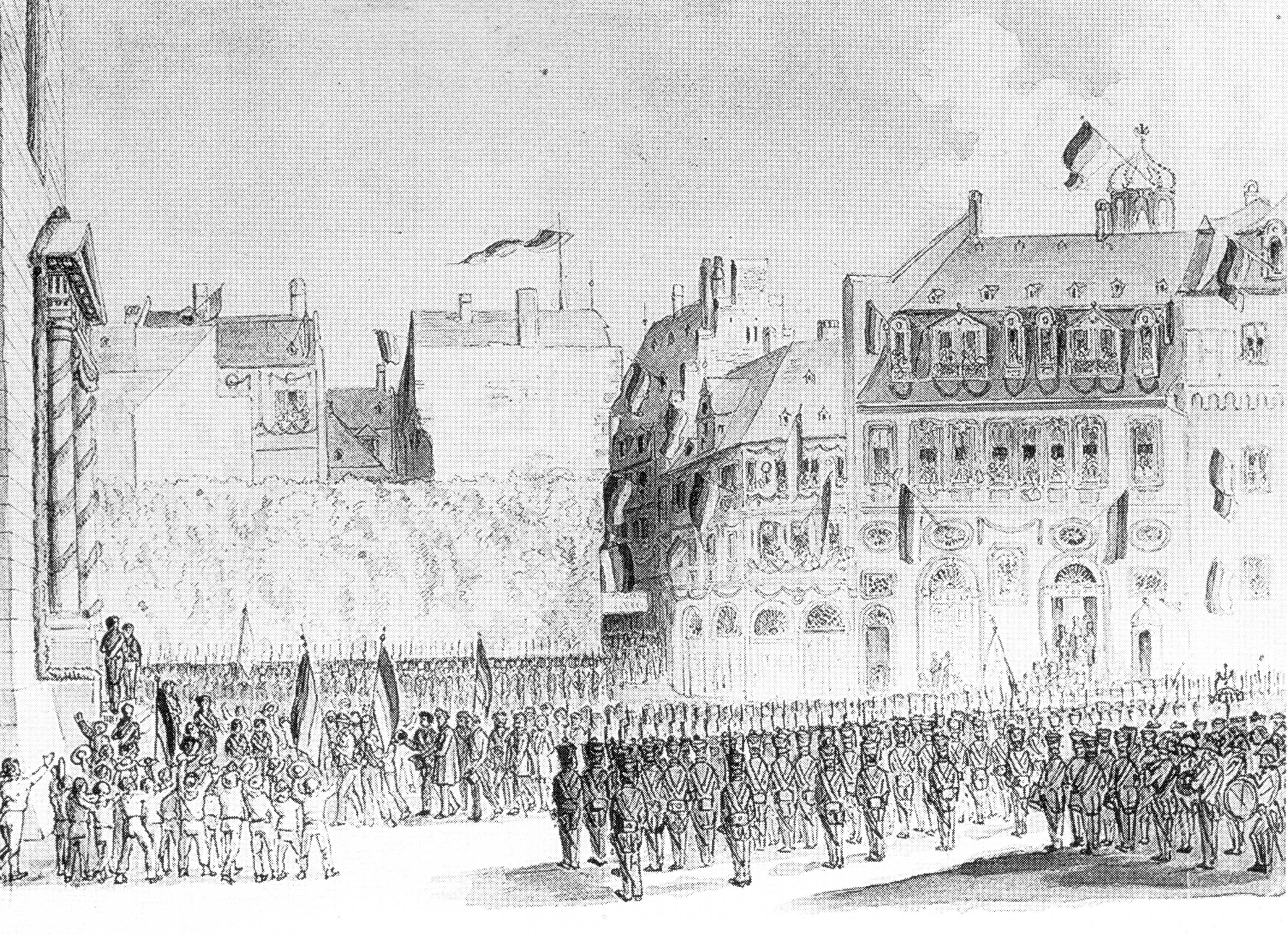
Einzug der Teilnehmer in die Paulskirche. Das Vorparlament war, anders als der Namen vermuten lässt, kein Parlament, sondern ein Treffen, um die Wahl eines deutschen Parlamentes vorzubereiten.

## Inhalt
Gustav Struve beginnt seinen Antrag mit einem kurzen Vorbericht über die damalige Situation Deutschlands, welche durch „Knechtung und Verdummung“ der Bevölkerung geprägt sei. Gründe dafür seien das politische System, das Deutschland „mehr als einmal an den Rand des Verderbens“ (1) geführt habe. Als Beispiel für die Missstände in den deutschen Landen wird die Hungersnot in Oberschlesien angeführt. Zudem nennt er die Beteiligung der Bevölkerung bei der „Ordnung der Dinge“ als Aufgabe der Versammlung. Dies solle die Freiheit der deutschen Bevölkerung sichern und die Gleichheit aller voranbringen. Die Maßnahmen, die nach Struves Ansicht hierzu notwendig sind, werden in 15 Artikeln festgehalten.
So soll das Heer von einem Stehenden zu einem gut ausgebildeten Volksheer umgewandelt werden. Die Beamten sollten durch eine aus „freigewählten Volksmännern“ bestehende Regierung ersetzt werden (Art. 1 & 2). Hinzu sollte eine Erleichterung für die deutsche Bevölkerung durch die Einführung einer progressiven Einkommens- und Vermögensteuer kommen. Außerdem ist ein Zoll an den deutschen Grenzen vorgesehen, um Handel und Industrie zu schützen (Art. 3). Des Weiteren wird die Abschaffung sämtlicher Privilegien von Adligen und Reichen sowie die Einführung eines deutschen Bürgerrechtes gefordert (Art. 4). Auch solle ein Gemeindegesetz in Kraft treten, um die Bevormundung der Gemeinden durch den Staat zu verhindern (Art 5). Auch die Schließung aller klösterlichen Einrichtungen wird als Forderung genannt (Art. 6). Eine elementare Forderung ist die Trennung von Kirche und Staat und das Recht auf Bildung. So solle das Schulgeld abgeschafft werden. Auch forderte er die Gleichberechtigung aller Glaubensbekenntnisse (Art. 7). Zugleich wird die Abschaffung verschiedener Gesetze und Institutionen gefordert. Hiervon betroffen sind sowohl die nicht-öffentlichen Straf- und Schwurgerichte als auch zahlreiche Beschränkungen der persönlichen Freiheit (Art. 8–10). Maßgebend für die Verbesserung der Situation Deutschlands sei die Förderung der Arbeiter und des Mittelstandes (Art. 11). Struve fordert deshalb ein Ministerium für Arbeiter und, dass der Staat Einfluss auf den Markt nehmen solle (Art. 12). Er prangert auch die „tausendfältigen“ Gesetze an, welche „untereinander abweichen“. Er fordert einheitliche und aktuelle Gesetze, die die Freiheit des Bürgers und sein geistiges und materielles Wohlergehen sichern (Art. 13). Gustav Struve forderte außerdem die Auflösung des Deutschen Bundes wie auch der Erbmonarchie. Er verlangte, dass die nationale Einheit durch die Errichtung eines Nationalstaats verwirklicht werden solle (Art. 14 & 15).
Am Ende seines Antrags ruft er die deutsche Bevölkerung zur Unterstützung auf. Seine Forderungen seien die „Grundsätze“, um einen Nationalstaat Deutschland zu bilden. Dadurch möchte er die Mehrheit überzeugen, sich seiner Meinung anzuschließen und ihn zu unterstützen. Des Weiteren führt er an, dass er schon begonnen habe, Gesetze auszuarbeiten, wodurch er zeigen wollte, dass er sehr bemüht sei, seine Forderungen durchzusetzen. Abschließend lässt sich feststellen, dass der Antrag Struve ein Versuch war, die Deutsche Nationalversammlung von seinen Vorschlägen zur demokratischen und sozialen Gestaltung zu überzeugen.

## Intention und Anlass
Die Intention des Verfassers war nicht nur die Kritik am bestehenden System, sondern er brachte ebenfalls eigene Verbesserungsvorschläge und Forderungen ein, die nach seiner Ansicht zu einem sozialen und gerechterem Deutschland geführt hätten. Der Anlass seines Antrags war in erster Linie die Verschärfung der bereits bestehenden revolutionären Bestrebungen als eine Folge der „Hungerjahre“ seit 1845, als auch das erste Zusammentreffen des Vorparlaments in der Paulskirche, an dessen erstem Tag er diesen Antrag stellte.

## Auswirkungen
Der „Antrag Struve“ vom 31. März 1848 wurde vom Vorparlament abgelehnt. Struve verfolgte seine Ideen konsequent. Er hatte diese bereits bei der Offenburger Versammlung vom 12. September 1847 in die dort verabschiedeten 13 Forderungen des Volkes eingebracht. Zur Durchsetzung waren Struve und andere nun auch bereit Gewalt einzusetzen. Struve beteiligte sich im April 1848 am Heckerzug und wagte wenige Monate nach dessen Niederschlagung aus dem schweizerischen Asyl heraus mit seinem Struve-Putsch einen neuen Versuch, der im Gefecht um Staufen ein klägliches Ende fand. Der gegen ihn geführte Hochverratsprozess wurde zu einer Plattform für die revolutionäre Propaganda, wobei sich insbesondere sein Anwalt, Lorenz Brentano, profilieren konnte. Nach seiner Verurteilung am 30. März 1848 wurde Struve bereits am 11. Mai (zu Beginn des dritten badischen Aufstandes) wieder befreit und beteiligte sich auch an diesem Aufstand. Er kam dabei in Konflikt mit der Badischen Revolutionsregierung unter Brentano, der die radikalen Ansichten Struves nicht teilte. Nach der Niederschlagung des dritten badischen Aufstandes ging Struve ins amerikanische Exil – die Forderungen des Antrags Struve konnten in Deutschland für lange Zeit nicht umgesetzt werden.

## Bewertung
Struve vertrat damals eine radikale Minderheitenposition. Damit steht er in der Tradition der Jakobiner Einzelne Forderungen wirken demagogisch.
Unter den Republikanern gab es eine Anzahl, die Struves Wirken nicht förderlich für ihre Sache ansahen, obwohl sie inhaltlich mit ihm weitgehend übereinstimmten. Mögling formulierte diese Sicht in einem Brief an Emma Herwegh:„Ich bin nur froh, daß die badische Regierung den Struve gefangen hat, dies ist ein wahres Glück für uns, denn Struve hätte uns noch mehr Schaden angerichtet. Auf diese Art nützt er uns als Märtyrer, kann uns aber nichts schaden.“
Damals erschien das Programm für weite Teile des Bürgertums als zu radikal. Sie stellten sich vielmehr eine konstitutionelle Monarchie als ideale Staatsform vor.